# مسجد الصالحين
مسجد الصالحين (لغة الملايو: Masjid Ash-Shaliheen) هو مسجد يقع في بندر سري بكاوان، بروناي، تم بناء المسجد عام 2012، وهو مصمم لاستيعاب حوالي 1000 مصلي في وقت واحد.

## الوصف
تم بناء المسجد على الطراز المغربي من قبل المهندس المعماري المصري عبد الواحد الوكيل، الحائز على جائزة دريهاوس لعام 2009 .

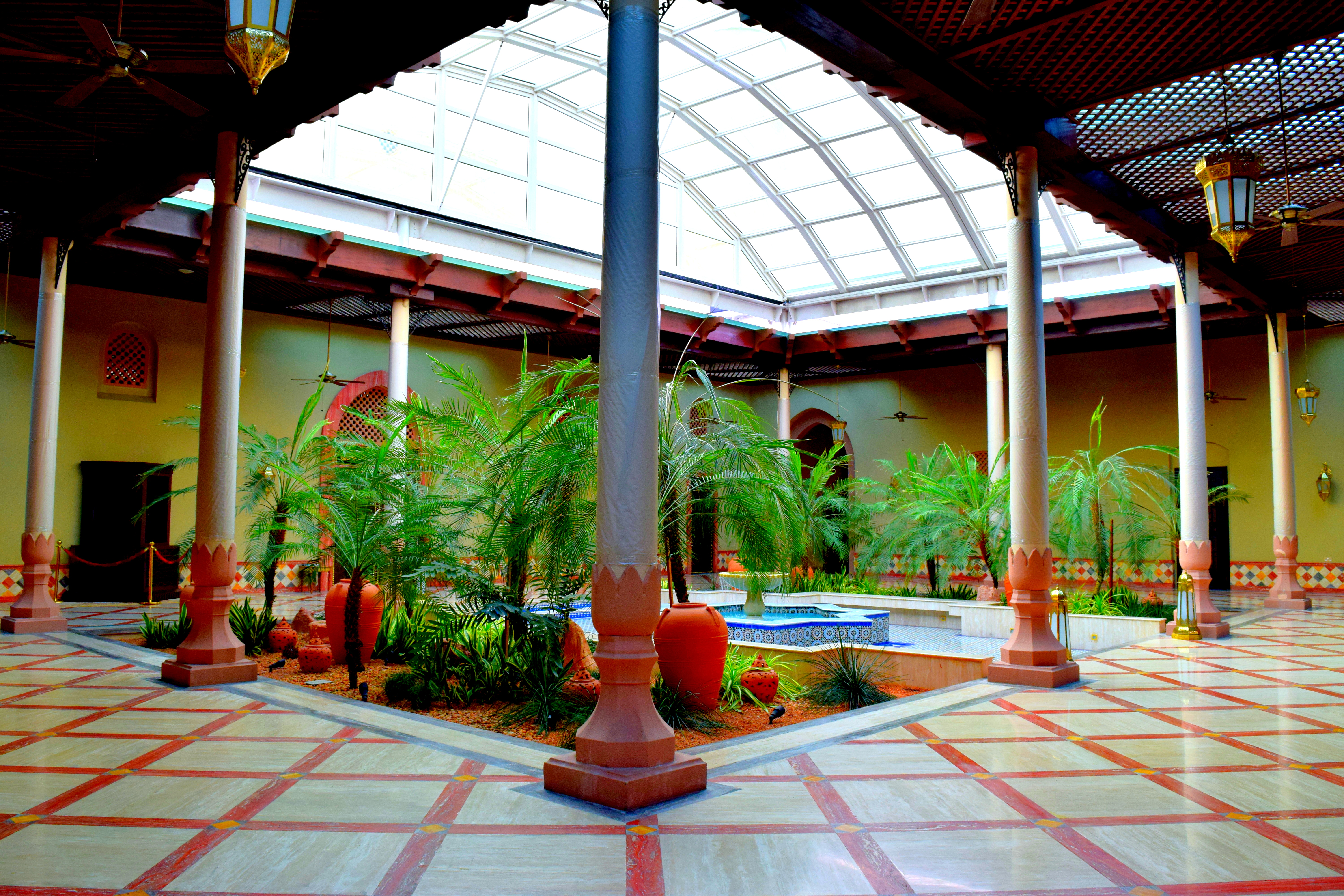
ساحة مسجد الصالحين

يحتوي المسجد على سقف زجاجي قابل للطي لراحة المصلين، كما يحتوي على فناء مفتوح مع حديقة جميلة ونافورة رخامية في وسط المسجد، تم الانتهاء من بناء المسجد في يونيو 2012.